# إيساهايا (ناغاساكي)
مدينة إساهايا (بالإنجليزية: Isahaya)‏ هي أحد المدن التابعة لمحافظة ناغاساكي. تأسست رسميًا في 01/03/2005. ويقدر عدد سكانها بـ 142635 نسمة حسب تقدير مكتب الإحصاء الياباني لعام 2012. تبلغ مساحة إساهايا 312.24 كم2. بكثافة سكانية تبلغ 457 نسمة/كم2.

## توأمة
لإيساهايا (ناغاساكي) اتفاقيات توأمة مع:
- تسوياما

## أعلام
- ماسارو ماتسوهاشي
- تسوكاسا أوميساكي

## روابط خارجية
- الموقع الرسمي لمدينة إساهايا
- مكتب الإحصاءات البريطاني